# Boswellia socotrana
Boswellia socotrana är en tvåhjärtbladig växtart som beskrevs av Isaac Bayley Balfour. Boswellia socotrana ingår i släktet Boswellia och familjen Burseraceae. Inga underarter finns listade i Catalogue of Life.